# 高雄市日僑學校

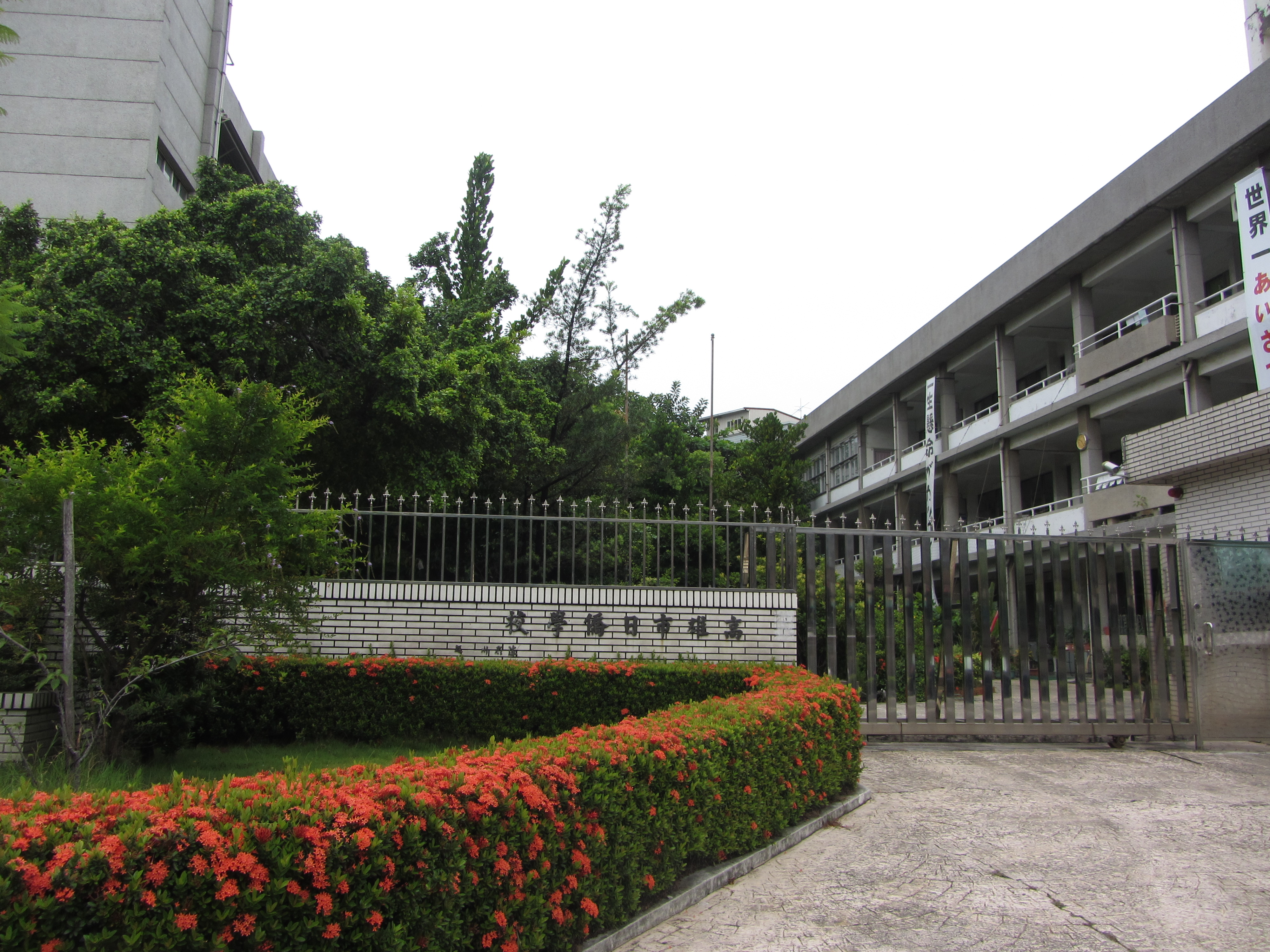
高雄市日僑學校 - 旧校区

高雄市日僑學校（日语：／ Takao Nihonjin Gakkō */?），為台灣的一所日僑學校，該學校於1969年在台灣高雄市三民區河北一路18號創立，分為小學部及中學（國中）部，主要供在台日本人就讀，是日本文部科學省所認證的「在外教育設施」。2014年搬遷至高雄市苓雅區輔仁路100號與中正國小共用校園。
《嘉南大圳之父：八田與一傳》（台湾を愛した日本人-土木技師 八田與一の生涯）一書作者古川勝三為該校教師。

## 扩展阅读
日文：
- 池崎 八生(大分大学教育福祉科学部情報教育コース) 与 池崎 喜美恵 (東京学芸大学教育学部生活科学学科). 日本人学校における技術・家庭科教育および情報教育の現状(第2報) : 台湾在住の児童・生徒を対象に ("Actual Condition of Industrial arts and Home Economics, Information Education in Japanese School (2nd report) : Students in Taiwan" ). 大分大学教育福祉科学部研究紀要 (The Research Bulletin of the Faculty of Education and Welfare Science, Oita University). 26(1), 151-165, 2004-04. 大分大学. See profile at （页面存档备份，存于） CiNii.
- 斉藤 博文; 前高雄日本人学校教諭・新潟県小千谷市立東小千谷中学校教諭). "海外校における国際理解学習の特性 : 高雄日本人学校の総合的な学習の考え方・現地理解学習を通した国際理解学習のあり方." 在外教育施設における指導実践記録 24, 72-75, 2001. 東京学芸大学. See profile at （页面存档备份，存于） CiNii.

## 外部連結
- （日語） 高雄日本人學校 （页面存档备份，存于）
- （日語） 高雄市日僑學校 (Archive) website, mid-to-late 2000s
- （日語） 高雄市日僑學校 (Archive) - late 1990s to early 2000s
- http://www.mext.go.jp/a_menu/shotou/clarinet/002/002/001.htm（页面存档备份，存于）